# 下埴生郡

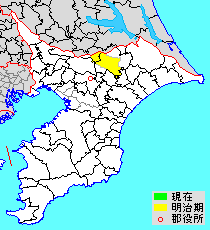
千葉県下埴生郡の位置

下埴生郡（しもはぶぐん）は、千葉県にあった郡。旧下総国埴生郡。

## 郡域
1878年（明治11年）に行政区画として発足した当時の郡域は、概ね以下の区域にあたる。
- 成田市の一部（下方、台方、江弁須、飯田町、飯仲、並木町以南および西大須賀、四ツ谷、名古屋、高倉、成井、地蔵原新田、津富浦、吉岡、多良貝、大栄十余三以東を除く）
- 印旛郡栄町の一部（長門川以東）
- 茨城県稲敷郡河内町の一部（田川）

## 歴史

### 近代以降の沿革
- 「旧高旧領取調帳」に記載されている明治初年時点での下総国埴生郡の支配は以下の通り。●は村内に寺社領が存在。 （62村）

| 知行         | 知行                     | 村数 | 村名 |
| ------------ | ------------------------ | ---- | --- |
| 天領         | 幕府領                   | 3村  | 田川村、成木新田、卯酉新田                                                                                       |
| 天領         | 田安徳川家領             | 12村 | 興津村、佐野村、南羽鳥村、幡谷村、●土室村、成毛村、大生村、●飯岡村、荒海村、上福田村、下福田村、大竹村           |
| 天領         | 幕府領・田安家領         | 4村  | 大室村、小泉村、東和泉村、西和泉村                                                                               |
| 天領         | 幕府領・旗本領           | 1村  | 小菅村 |
| 天領         | 幕府領・旗本領・与力給知 | 1村  | 長田村 |
| 天領         | 幕府領・与力給知         | 1村  | 堀ノ内村 |
| 藩領         | 下総佐倉藩               | 12村 | 新妻村、宝田村、松崎村、押畑村、土屋村、馬場村、山ノ作村、寺台村、東和田村、西吉倉村、東吉倉村、大山村           |
| 藩領         | 山城淀藩                 | 12村 | 酒直村、●竜角寺村、麻生村、須賀村、北辺田村、矢口村、竜台村、安西新田、北羽鳥村、長沼村、磯部村、水掛村          |
| 幕府領・藩領 | 幕府領・佐倉藩           | 13村 | 山口村、郷部村、下金山村、和田村、関戸村、赤荻村、東金山村、久米村、野毛平村、成田村、駒井野村、川栗村、畑ヶ田村 |
| 幕府領・藩領 | 幕府領・佐倉藩・淀藩     | 1村  | 芦田村 |
| 幕府領・藩領 | 幕府領・淀藩             | 1村  | 安食村 |
| 幕府領・藩領 | 幕府領・羽前長瀞藩       | 1村  | 取香村 |

- 慶応4年
  - 5月24日（1868年7月13日） - 田安徳川家が立藩して田安藩となる。
  - 8月4日（1868年9月19日） - 天領が下総知県事の管轄となる。
- 明治2年
  - 1月13日（1869年2月23日） - 下総知県事の管轄地域が葛飾県の管轄となる。
  - 12月26日（1870年1月27日） - 田安藩が廃藩。領地が葛飾県の管轄となる。
- 明治3年11月11日（1871年1月1日） - 羽前長瀞藩が転封して上総大網藩となる。
- 明治4年
  - 2月17日（1871年4月6日） - 上総大網藩が転封して常陸龍ヶ崎藩となる。
  - 7月14日（1871年8月29日） - 廃藩置県により、藩領が佐倉県、淀県、龍ヶ崎県の管轄となる。
  - 11月14日（1871年12月25日） - 第1次府県統合により、全域が印旛県の管轄となる。
- 明治5年（1872年） - 開墾地より十余三村が起立。（63村）
- 明治6年（1873年）6月15日 - 千葉県の管轄となる。
- 明治10年（1877年） - 卯酉新田・西吉倉村・東吉倉村が合併して吉倉村となる。（61村）
- 明治11年（1878年）11月2日 - 郡区町村編制法の千葉県での施行により、下総国埴生郡の区域をもって行政区画としての下埴生郡が発足。「印旛下埴生南相馬郡役所」が印旛郡佐倉新町に設置され、印旛郡・南相馬郡とともに管轄。下埴生郡としたのは同じく千葉県に属する上総国埴生郡（のちの上埴生郡）と区別するため。

### 町村制以降の沿革

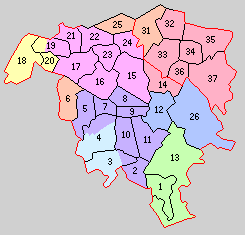
31.境村 32.豊住村 33.八生村 34.中郷村 35.久住村 36.成田町 37.遠山村（赤：成田市 上橙：栄町 1 - 26は印旛郡）

- 明治22年（1889年）4月1日 - 町村制施行により、以下の町村が発足。特記以外は現・成田市。（1町6村）
  - 境村 ← 安食村、須賀村、北辺田村、酒直村、麻生村、竜角寺村、矢口村、印旛郡安食卜杭新田［飛地］（現・栄町）
  - 豊住村 ← 竜台村、北羽鳥村、安西新田、佐野村、長沼村、南羽鳥村（現・成田市）、興津村（現・栄町）、田川村（現・茨城県稲敷郡河内町）
  - 久住村 ← 荒海村、磯部村、飯岡村、水掛村、大生村、幡谷村、成毛村、小泉村、土室村、大室村
  - 八生村 ← 松崎村、大竹村、宝田村、山口村、押畑村、上福田村、下福田村、印旛郡公津新田
  - 中郷村 ← 野毛平村、下金山村、和田村、関戸村、赤荻村、新妻村、芦田村、東和泉村、西和泉村、東金山村
  - 成田町 ← 成田町、郷部村、寺台村、土屋村、印旛郡江弁須村［飛地］
  - 遠山村 ← 吉倉村、畑ヶ田村、川栗村、大山村、馬場村、久米村、小菅村、取香村、長田村、駒井野村、堀ノ内村、東和田村、十余三村［大部分］、山ノ作村
  - 成木新田が印旛郡公津村の一部となる。
  - 十余三村の一部が香取郡本大須賀村の一部となる。
  - 十余三村の一部が香取郡久賀村の一部となる。
- 明治25年（1892年）12月28日 - 境村が町制施行・改称して安食町となる（2町5村）。
- 明治30年（1897年）4月1日 - 郡制の施行のため、印旛郡・下埴生郡の区域をもって、改めて印旛郡が発足。同日下埴生郡廃止。

## 行政
印旛・下埴生・南相馬郡長
| 代 | 氏名 | 就任年月日                | 退任年月日                | 備考                             |
| -- | ---- | ------------------------- | ------------------------- | -------------------------------- |
| 1  |      | 明治11年（1878年）11月2日 |                           |                                  |
|    |      |                           | 明治30年（1897年）3月31日 | 印旛郡との合併により下埴生郡廃止 |